# Ponte sul Penkalas
Il ponte sul Penkalas è un ponte romano sul Penkalas (oggi Kocaçay), un piccolo affluente del Rhyndakos (Adırnas Çayı), ad Aezani, in Asia Minore (oggi Çavdarhisar, nell'odierna Turchia).
La struttura del II secolo d.C. era un tempo uno dei quattro antichi ponti di Aezani, e si presume che fosse il punto di passaggio più importante per la sua posizione centrale nelle vicinanze del tempio di Zeus e per l'accesso diretto che forniva alla strada romana per Cotyaeum (Kütahya).  Secondo quanto riferito dai viaggiatori europei, l'antico parapetto rimase in uso fino al 1829, e purtroppo oggi è stato sostituito da una antiestetica ringhiera in ferro.
Circa 290 metri a monte, un altro ponte romano a cinque arcate ben conservato, quasi identico, attraversa il Penkalas.